# Curtis Weston
Curtis Weston (ur. 24 stycznia 1987 roku w londyńskiej dzielnicy Greenwich) – angielski piłkarz występujący na pozycji pomocnika w Barnet.

## Kariera klubowa
Curtis Weston zawodową karierę rozpoczynał w 2003 roku w Millwall, gdzie przez trzy sezony rozegrał cztery ligowe mecze. W 2004 roku został najmłodszym piłkarzem w historii, który wystąpił w finale FA Cup (miał wtedy 17 lat i 119 dni) bijąc mający aż 125 lat rekord Jamesa Prinsepa. Weston w meczu finałowym zmienił w ostatniej minucie Dennisa Wise'a – grającego trenera Millwall. W lipcu 2006 roku Curtis przeniósł się do Swindon Town, a w sierpniu 2007 roku trafił do Leeds United. 7 sierpnia tego samego roku angielski pomocnik podpisał z „The Peacocks” nowy, dwuletni kontrakt. Pierwszego gola dla ekipy z Elland Road Curtis zdobył w styczniu 2008 roku w spotkaniu przeciwko Northampton Town. We wszystkich klubach, w których występował Weston szkoleniowcem był Dennis Wise, do przełomu stycznia i lutego 2008, kiedy to na stanowisku trenera Leeds nastąpiła zmiana. W marcu Weston został wypożyczony do Scunthorpe United, a w sierpniu na tej samej zasadzie trafił do Gillingham. W jego barwach zadebiutował 9 sierpnia w zremisowanym 1:1 meczu z AFC Bournemouth. Następnie działacze Gillingham wykupili Westona na stałe i podpisali z nim dwuletnią umowę.